# Wysoka Wielka (Łódź)
Pour les articles homonymes, voir Wysoka Wielka.
Wysoka Wielka (prononciation [vɨˈsɔka ˈvjɛlka]) est un village de la gmina de Kutno, du powiat de Kutno, dans la voïvodie de Łódź, situé dans le centre de la Pologne.
Il se situe à environ 11 kilomètres au sud-ouoest de Kutno (siège de la gmina et du powiat) et 49 kilomètres au nord de Łódź (capitale de la voïvodie).

## Administration
De 1975 à 1998, le village était attaché administrativement à l'ancienne voïvodie de Płock.

Depuis 1999, il fait partie de la nouvelle voïvodie de Łódź.